# Leucadendron stellare
Leucadendron stellare är en tvåhjärtbladig växtart som först beskrevs av John Sims, och fick sitt nu gällande namn av Ernst Gottlieb von Steudel. Leucadendron stellare ingår i släktet Leucadendron och familjen Proteaceae. Inga underarter finns listade i Catalogue of Life.